# 私はゴースト
『私はゴースト』（わたしはゴースト、原題：I Am a Ghost）は、H・P・メンドーサ監督による2012年のアメリカのホラー映画。 2012年のサンフランシスコ国際アジア系アメリカ人映画祭で初公開された。

## あらすじ
幽霊であるエミリーは自身が亡くなったことを忘れ、ヴィクトリア朝の家で同じ毎日を過ごしている。
しかしある日、母の寝室にいたところにシルヴィアと名乗る女の声が聞こえてきて、以前にもエミリーと会ったと告げてくる。姿の見えないシルヴィアに混乱するエミリーだが、彼女の言葉に従って「私は幽霊」と繰り返すと記憶を少し取り戻し、自身がその部屋で殺されたことを思い出す。
霊媒師だというシルヴィア曰く、現在の住人の依頼でエミリーを祓いに来たが、前回の交霊ではエミリーが逃げ出してしまったのだという。自身の今の生活が「生前の記憶だ」と言われ困惑するエミリーに対し、シルヴィアは「因果を解かなければ成仏できない」と説得すると共に、自身を通り抜けてみることを提案するが、エミリーは歩み寄るシルヴィアの気配に恐怖を感じ部屋を飛び出してしまう。
次にエミリーがシルヴィアの交霊に応じた時、エミリーは前回の記憶を保持したままだった。状況の打開を試みるシルヴィアは、エミリーに彼女の死亡場所である絨毯を歩くことを提案する。エミリーは覚悟を決めて絨毯に足を踏み出し、記憶をいくらか取り戻すことができた。生前のエミリーは悪魔憑きと考えられており、治療を試みていた父の死後には、母が妹を連れて家を出て行ったのだという。
また、死亡時の記憶も多少思い出したことで因果が少し解かれ、エミリーは陽光の差し込む家の中を自由に行動できるようになる。それにより、家の外が光も音もない漆黒の虚無に包まれていることが判明しただけでなく、繰り返し追体験していた生前の記憶を客観的に見ることができるようになっていた。
家中で記憶の中の幻の自分を見て回ったエミリーは自身の殺害現場を目撃することに怯え始めるが、シルヴィアからは「あなたは解離性同一性障害であり、他殺ではなく自殺で死亡した」と告げられる。悪魔憑きとされたのはもう1つの凶暴な人格のためであり、エミリーの魂に加えてそちらの魂も救済する必要があるとシルヴィアは考えていた。
もう1つの人格の手掛かりを求めるエミリーは、かつて母に折檻されたために忌避している屋根裏部屋へと向かう。薄暗い部屋を見て怒りや恐怖、悲しみの感情に襲われて母の寝室へと戻るエミリーだったが、シルヴィアに話しかけても応答がない。家中にいた幻も姿を消し、代わりにエミリーのもう1つの人格である悪魔が屋根裏部屋から現れ、彼女に襲い掛かってきた。
トイレに立てこもったエミリーに対し、悪魔は「お前を殺せばお前から解放されると思った」と自殺した理由を明かすと、やがて扉を破ってエミリーの首を絞め始める。エミリーはなんとか悪魔の手を逃れてシルヴィアに助けを求めるが、母の寝室の絨毯の上で滅多刺しにされてしまう。しかし、それによってエミリーと悪魔の魂は因果から完全に解放されることとなった。部屋ではシルヴィアの「死者よ立ち去れ、光へと導かれよ」という祈りが繰り返し唱えられているが、部屋の中は少しずつ闇に染まっていく。不安から「私は幽霊」「私は成仏できる」と自分に言い聞かせるエミリーが、完全に闇に包まれたところで物語は終わる。

## 登場人物・キャスト
エミリー
演 - アンナ・イシダ
幽霊の女。自身が死んだことを忘れて生前の記憶を繰り返し追体験しており、意図せずポルターガイスト現象を起こしている。
エミリー＃2
演 - ジュリエット・ヘラー
エミリー＃3
演 - ダイアナ・テネス
シルヴィア
演 - ジニー・バロガ
霊媒師。エミリーの母の寝室にいるがエミリーから姿は見えず、エミリーがそこにいる間だけ会話ができる。
悪魔
演 - リック・バーカート
ドクター（声）
演 - ジェフ・カニンガム
シスター（声）
演 - マイア・メンドーサ
エミリーの母（声）
演 - レイチェル・ウォン

## 製作
制作費は約10,000ドルで、そのかなりの額がKickstarterで調達されている。また、7,500ドルが実際の製作用だった。

## 評価
Varietyのデニス・ハーベイは、「選び抜かれた物語と物理的な制限がある中で、僅かな予算で巧みに、そして機知に富んで作られている」と書いている。
HorrorNews.netのShawn Handlingは映画に否定的なレビューをしており、脚本や演技、上映時間を批判しながらも、撮影と特殊効果は称賛した。また、Dread CentralのScott Hallamは映画を5点満点中3.5点と評価し、前半を「繰り返し」と批判しつつも、特殊効果と結末を称賛している。

## 受賞
- 作品賞 - ブラム・ストーカー国際映画祭 2012[6]
- 最優秀ホラー映画 - PollyGrind Film Festival（英語版）[7]
- 最優秀ホラー監督 - SF ウィークリー（英語版）2012[8]
- ベスト ホラー ディレクター - ツーソン テロフェスト 2012[9]
- 主演女優賞 - ツーソン テロフェスト 2012[9]

## 出展
1. ↑  “CAAM | I Am a Ghost | SFIAAFF30”. 2012年12月29日時点のオリジナルよりアーカイブ。2012年11月7日閲覧。
2. ↑  “I Am a Ghost on Kickstarter”. 2022年10月12日閲覧。
3. ↑  Harvey (2012年3月15日). “I Am a Ghost”. Variety.com.   Variety Magazine. 2020年4月22日閲覧。
4. ↑  Handling (2014年10月14日). “Film Review: I Am a Ghost (2012)”. HorrorNews.net.   HorrorNews. 2020年4月22日閲覧。
5. ↑  Hallam (2012年7月30日). “I Am a Ghost (2012)”. DreadCentral.com.   Dread Central. 2020年4月22日閲覧。
6. ↑  Mike McCarthy (2012年10月30日). “Bram Stoker International Film Festival in Whitby”. 2012年12月1日時点のオリジナルよりアーカイブ。2023年4月15日閲覧。
7. ↑  Sam Santiago (2012年10月27日). “Las Vegas's POLLYGRIND Film Festival announces full list of winners”. 2013年3月31日時点のオリジナルよりアーカイブ。2023年4月15日閲覧。
8. ↑  SF Weekly (2012年5月18日). “Best New Horror Director - 2012”. 2022年10月12日閲覧。
9. 1 2  Terrorfest (2012年10月22日). “Award Winners 2012”. 2022年10月12日閲覧。